# Artilharia de montanha

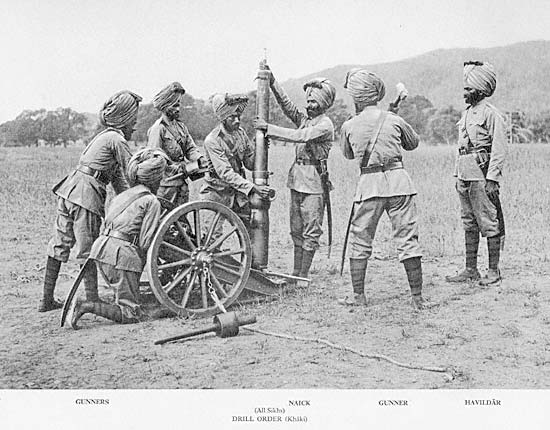
Montagem de uma peça de montanha por artilheiros do Exército da Índia Britânica, no final do século XIX.

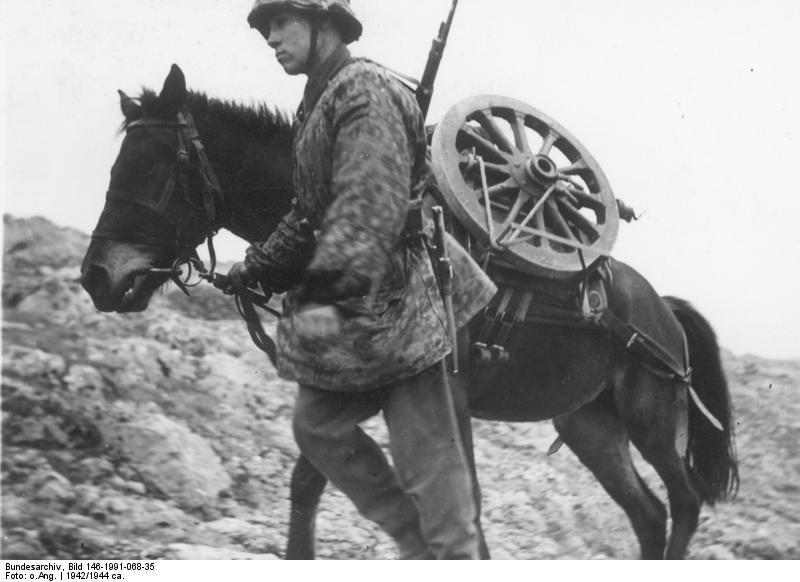
Transporte dos rodados de uma peça de montanha por um muar conduzido por um soldado da SS, durante a Segunda Guerra Mundial.

A artilharia de montanha é a vertente da artilharia que emprega bocas de fogo (peças ou obuses) especialmente concebidas para serem desmontadas e transportadas — em cargas separadas — através de terrenos difíceis. 
As cargas separadas em que se dividem as peças e obuses de montanha são normalmente transportadas no dorso de animais (cavalos ou muares), mas podem também ser carregadas por pessoas ou por veículos. Quando são transportadas no dorso de animais, as cargas são colocadas em arreios especiais designados "bastes".
Apesar da designação, a artilharia de montanha não se destina a operar apenas em regiões montanhosas, mas sim em quaisquer regiões de difícil acesso, nomeadamente naquelas que sejam intransitáveis para a artilharia de campanha convencional. Para a atuação neste tipo de regiões, a potência de fogo e a mobilidade tática da artilharia é sacrificada em detrimento da facilidade de transporte estratégico e de operação em terrenos difíceis. Para além de ser usada em apoio das tropas de montanha, pelas suas caraterísticas a artilharia de montanha também é empregue, com frequência, em apoio de tropas anfíbias e de tropas aerotransportadas, bem como — no passado — de tropas coloniais.
Vários modelos de peças e obuses de montanha desmontáveis foram desenvolvidos e empregues, sobretudo a partir da segunda metade do século XIX. No entanto, os primeiros projetos modernos de peças de montanha — de carregamento pela culatra, com recuo controlado e capazes de serem desmontadas e remontadas em unidades altamente eficientes — foram feitos por dois oficiais do Exército Helénico, em 1891 pelo major de engenharia Lykoudis e em 1893 pelo major de artilharia Panagiotis Danglis. Os seus projetos deram origem à peça montanha de 75 mm Schneider-Danglis 06/09.
A artilharia de montanha foi abundantemente empregue em operações de montanha, de desembarque anfíbio, coloniais e aerotransportadas durante o final do século XIX e quase todo o século XX.
A última grande boca de fogo de montanha a ser desenvolvida foi o italiano obus de montanha de 105 mm OTO Melara M56, introduzido em 1957 e ainda hoje usado por alguns exércitos.
Na atualidade, as peças e obuses de montanha estão largamente ultrapassados, tendo as suas funções sido assumidas pelos morteiros e pelos mísseis guiados. Além disso, a maioria dos obuses de campanha modernos podem ser aerotransportados por helicópteros e assim colocados em terrenos de difícil acesso.